# Anton Amelchenko
Anton Amelchenko (Gomel, Bielorrusia, 27 de marzo de 1985) es un futbolista bielorruso, que se desempeña como portero. Actualmente juega en el FC Krumkachy Minsk de la Liga Premier de Bielorrusia.

## Clubes
| Club                  | País        | Año         | Partidos | Goles |
| FC Gomel              | Bielorrusia | 2004 - 2005 | 20       | 0     |
| FC Moscú              | Rusia       | 2006 - 2009 | 15       | 0     |
| FC Rostov             | Rusia       | 2010        | 23       | 0     |
| Lokomotiv Moscú       | Rusia       | 2011 - 2013 | 0        | 0     |
| Terek Grozny (cedido) | Rusia       | 2012 - 2013 | 9        | 0     |
| FC Rostov             | Rusia       | 2013 - 2014 | 3        | 0     |
| FC Fakel Voronezh     | Rusia       | 2015        | 2        | 0     |
| FC Belshyna Babruisk  | Bielorrusia | 2016        | 8        | 0     |
| FC Krumkachy Minsk    | Bielorrusia | 2017        |          |       |

## Selección nacional
Ha sido internacional con la Selección de fútbol de Bielorrusia; donde hasta ahora, ha jugado 7 partidos internacionales por dicho seleccionado. También jugó por el seleccionado sub-20 de su país, donde jugó 14 partidos.